# Tanacetum parthenium
Tanacetum parthenium là một loài thực vật có hoa trong họ Cúc. Loài này được (L.) Sch.Bip. miêu tả khoa học đầu tiên năm 1844.